# Kanton Villebon-sur-Yvette
Canton de Villebon-sur-Yvette je francouzský kanton v departementu Essonne v regionu Île-de-France. Vznikl 7. prosince 1975.

## Složení kantonu
| Obec                | Počet obyvatel (2008) | PSČ   | INSEE       |
| ------------------- | --------------------- | ----- | ----------- |
| Ballainvilliers     | 3815                  | 91160 | 91 3 35 044 |
| Champlan            | 2479                  | 91160 | 91 3 35 136 |
| Saulx-les-Chartreux | 4942                  | 91160 | 91 3 35 587 |
| Villebon-sur-Yvette | 9611                  | 91140 | 91 3 35 661 |
| Villejust           | 2189                  | 91140 | 91 3 35 666 |